# Walter Thijssen
Walter Meijer Timmerman Thijssen (Yogyakarta, Indonesië), 28 september 1877 - Hilversum, 3 juli 1943) was een Nederlands roeier. Hij vertegenwoordigde Nederland eenmaal op de Olympische Spelen en won bij die gelegenheid één medaille.
Hij maakte op 22-jarige leeftijd zijn olympisch debuut op de Olympische Spelen van 1900 in Parijs. Hij nam deel aan het roeionderdeel acht met stuurman. De Nederlandse ploeg kwalificeerde zich voor de finale door in de halve finale met overtuiging in 4.59,2 te finishen. In de finale moesten ze genoegen nemen met een derde plaats. Hun tijd van 6.23,0 werd onderboden door de "Vesper Boat Club" uit de Verenigde Staten (6.07,8) en de "Royal Club Nautique de Gand" uit België (6.13,8). Volgens trainer/coach Dr. Meurer zou dat verlies mede te wijten zijn aan een veel te zware stuurman in de Nederlandse boot "Minerva Amsterdam". Hiermee werd gedoeld op Herman Brockmann die 60 kg woog.
In zijn actieve tijd was hij aangesloten bij studentenroeivereniging D.S.R.V. Laga in Delft.

## Palmares

### Roeien (acht met stuurman)
- 1900:  OS - 6.23,0

François Brandt · 
Johannes van Dijk · 
Roelof Klein · 
Ruurd Leegstra · 
Walter Meijer Timmerman Thijssen · 
Walter Middelberg · 
Hendrik Offerhaus · 
Henricus Tromp · 
Herman Brockmann (stuurman)